# Wilhelm Karmann

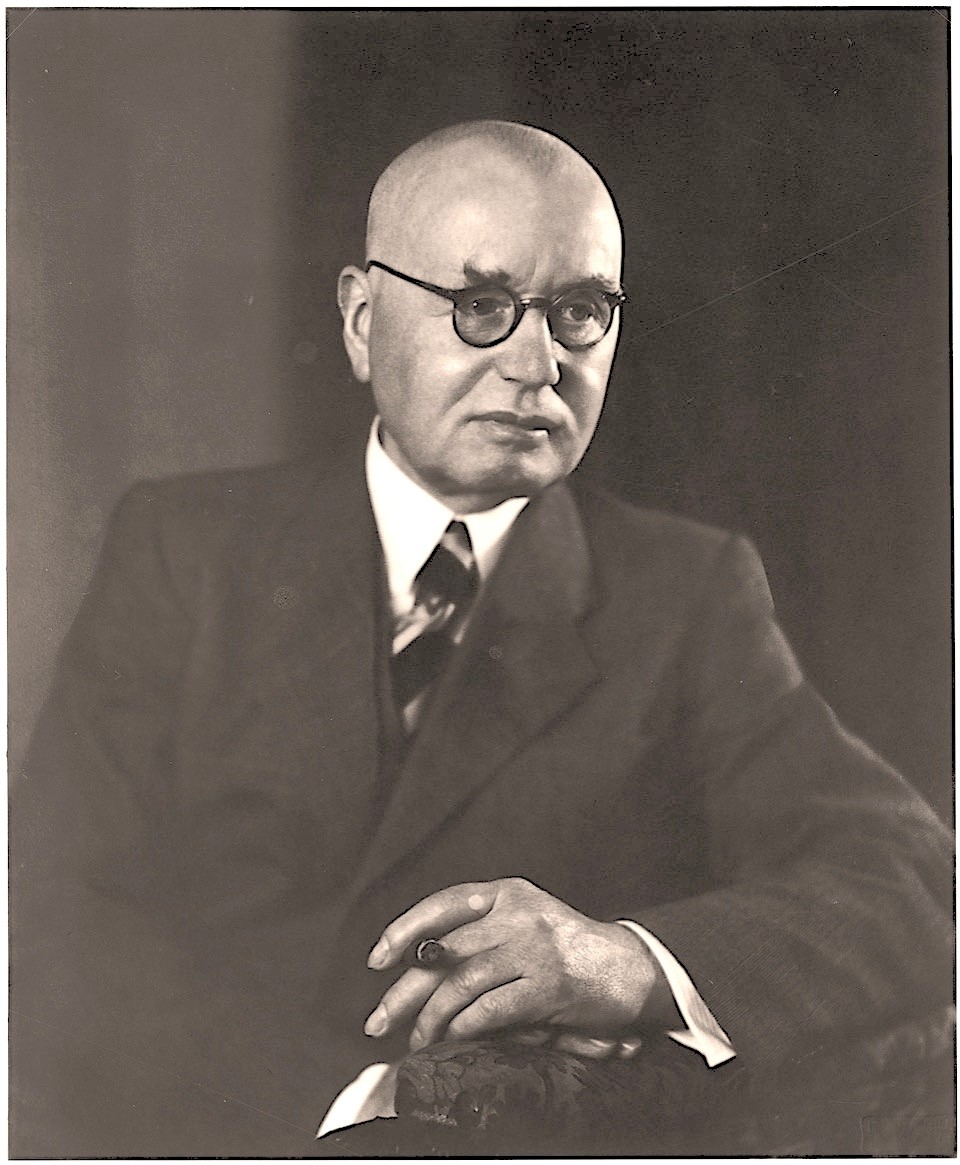
Wilhelm Karmann

Wilhelm Karmann  (Krefeld, 14 februari 1871 - Osnabrück, 28 september 1952) was een Duitse ondernemer. Hij was de oprichter van de carrosseriebouwer Karmann.
Karmann was de zoon van de houtskoolhandelaar en wagenmaker August Karmann. Hij werd in het ouderlijke bedrijf in Krefeld opgeleid tot wagenmaker. Na enkele jaren bij verschillende wagenfabrieken te hebben gewerkt ging hij in 1899 bij Heinrich Scheele in Keulen werken, een Duits pionier in de bouw van elektrische voertuigen. Bij Scheele was Karmann bedrijfsleider. 
In 1901 verliet hij Keulen en nam hij in Osnabrück een wagenfabriek over die in 1874 door Christian Klages was gesticht. De Dürkopp-fabriek in Bielefeld werd in 1902 zijn eerste opdrachtgever. Reeds in 1905 liet Karmann op de Internationale Autotentoonstelling in Berlijn enkele Karmann-koetswerken zien.
Op 24 november 1908 trad hij in het huwelijk. Met zijn vrouw Mathilde kreeg hij vijf kinderen, onder wie één zoon: Wilhelm junior. Deze werd op 4 december 1914 geboren en begon op 19-jarige leeftijd bij het bedrijf van Wilhelm senior. Mathilde junior, een van de vier dochters, trouwde met een lid van de familie Battenfeld.
Wilhelm Karmann GmbH is thans een vennootschap van de families Battenfeld, Boll en Karmann, die allen in dezelfde graad aan de oprichter verwant zijn.